# Al-Hasa (Verwaltungsbezirk)
Al-Hasa (auch Ahsa oder Hajar; arabisch محافظة الأحساء, DMG Muḥāfaẓat al-Aḥsāʾ) ist der flächenmäßig größte Verwaltungsbezirk (Gouvernorat) der Provinz asch-Scharqiyya, der „Östlichen Provinz“ Saudi-Arabiens. Teil des Verwaltungsbezirkes sind neben der gleichnamigen Oase al-Hasa und der Hauptstadt Hofuf auch die Städte Schaiba, al-Mubarraz, al-Oyoon und al-Omran. Al Hasa beinhaltet Teile der Wüste Rub al-Chali, die auch als "leeres Viertel" bekannt ist.

## Bevölkerungsentwicklung
| Jahr | Einwohner |
| ---- | --------- |
| 1975 | 262.603   |
| 1990 | 617.019   |
| 2000 | 840.928   |
| 2015 | 1.319.055 |